# Multichannel Multipoint Distribution Service

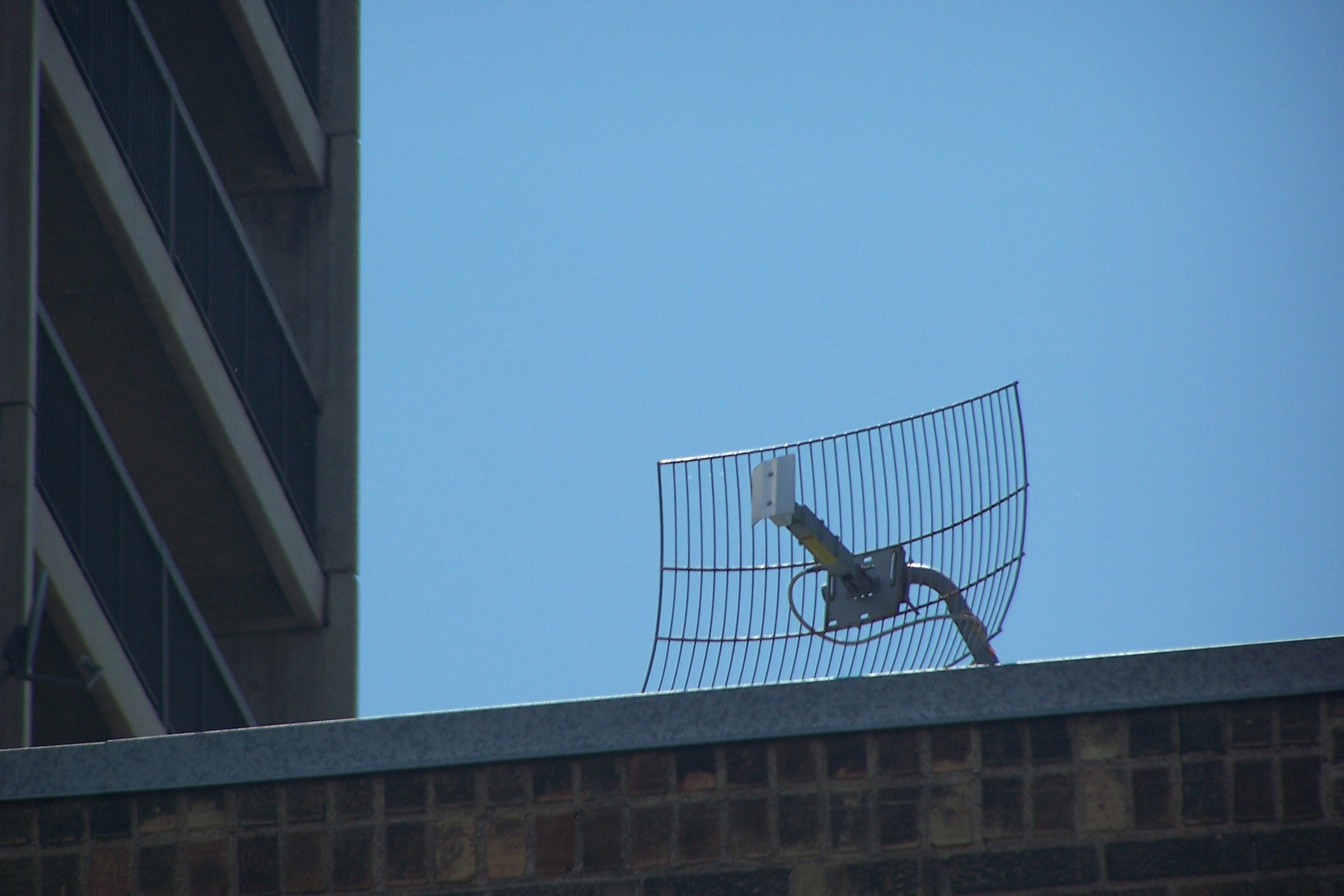
Antenne MMDS.

Le MMDS Multichannel Multipoint Distribution System, soit en français « Système de Distribution Multipoint Multicanal » (SDMM), est un système de diffusion de la télévision par voir hertzienne normalisé au début des années 1990.
Par ce procédé, les programmes télévisuels sont diffusés par un émetteur terrestre qui fonctionne dans des bandes de fréquences micro-ondes de 2,6 ou 3,5 GHz (bande S et C) selon les pays. Les signaux sont analogiques, en modulation de fréquence ou en modulation d'amplitude. Pour les capter, l'usager est équipé d'une antenne parabolique de petite taille (30 cm) avec un convertisseur intégré (en bande S ou C).
La télévision MMDS/SDMM est employée en Amérique latine, Afrique francophone ; il existait quelques systèmes en France, au Québec comme à Prades (en France, Pyrénées-Orientales), en Suisse, dans le val d'Hérens en Valais (supprimé au début des années 2000).

## Fonctionnement du MMDS suisse
Un émetteur spécial envoie un signal MMDS, qui est reçu par un LNB spécial MMDS. Ce dernier convertit les signaux de télévision analogique sur les fréquences de la bande intermédiaire satellite (entre 950 MHz et 2 150 MHz). L'usager qui s'abonne à ce service loue une antenne LNB adaptée, qui peut ensuite être utilisée avec n'importe quel tuner satellite analogique du commerce.